# La 4ª Compañía
La 4ª Compañía és una pel·lícula mexicana, de l'any 2016 i que està datada en l'època en la qual José López Portillo, era president de la República, i les diverses acusacions que a aquesta gestió se li impugnen. Protagonitzada per Adrián Ladrón, Andoni Gracia, Hernán Mendoza i Gabino Rodríguez, Fou seleccionada com a possible representació de Mèxic a l'Oscar a la millor pel·lícula de parla no anglesa als Premis Oscar de 2016, però finalment no fou seleccionada.

## Argument
Enrique Zambrano (Adrián Ladrón) és un aficionat al futbol americà, i entra a la penitenciària de Santa Martha (Ciutat de Mèxic) amb impugnaciónes de robatori d'actuacions, i que una vegada dins cerca costi el que costi ser part de l'equip de la penitenciària "Los perros de Santa Martha" i que una vegada aconseguit el seu objectiu no sols haurà de jugar al costat de Combate (Andoni Gracia), Palafox (Hernán Mendoza), Quinto (Gabino Rodríguez), El Tripas (Carlos Valencia), i Marrón (Horacio García Rojas), entre d'altres, sinó que a més tindrà que "treballar" per als directius de la penitenciària, així com per a un personatge que en els últims anys es va convertir en un dels menys afavorits per la nació, però protegits pel President José López Portillo i que va cometre els més grans greuges al poble, el llavors cap del Departament de Policia i Trànsit del Districte Federal, durant aquesta gestió presidencial, Arturo Durazo Moreno, més vilment conegut com "El Negro", el qual va utilitzar als gossos. Dins de la penitenciària "Los perros" eren el grup de control, i que estaven per sobre de l'autoritat dels propis custodis, els que imposaven càstigs als que no respectaven el codi, els encarregats de cobrar la llista, de la distribució de droga i diversió, i que quan no feien estàs labors i no estaven dins de l'engraellat jugant, eren posats en llibertat per a "treballar" als carrers de la ciutat per a afavorir la retorçada i corrupta ment d'aquest personatge, amb robatori d'actuacions i assalt a bancs, entre d'altres.

## Repartiment
- Adrian Ladron - Zambrano
- Andoni Gracia - Combate
- Hernán Mendoza - Palafox
- Gabino Rodríguez - Quinto
- Darío T. Pie - Florecita
- Manuel Ojeda - Chaparro
- Carlos Valencia - El Tripas
- Raymundo Reyes Moreno - Burrero

## Premis i nominacions
| Premi       | Data                 | Categoria                   | Nominat                                                                                           | Resultat  | Ref(s) |
| ----------- | -------------------- | --------------------------- | ------------------------------------------------------------------------------------------------- | --------- | ------ |
| Premi Ariel | 11 de juliol de 2017 | Millor pel·lícula           | Pulsación Creadora Films, Fondo de Inversión y Estímulos al Cine, FIDECINE, Alebrije Cine y Video | Guanyador | [ 3 ]  |
| Premi Ariel | 11 de juliol de 2017 | Millor direcció             | Amir Galván, Mitzi Vanessa Arreola                                                                | Nominat   | [ 3 ]  |
| Premi Ariel | 11 de juliol de 2017 | Millor actor                | Adrián Ladrón                                                                                     | Guanyador | [ 3 ]  |
| Premi Ariel | 11 de juliol de 2017 | Millor coactuació masculina | Carlos Valencia, Darío T. Pie, Manuel Ojeda                                                       | Nominat   | [ 3 ]  |
| Premi Ariel | 11 de juliol de 2017 | Millor actor de repartiment | Hernán Mendoza                                                                                    | Guanyador | [ 3 ]  |
| Premi Ariel | 11 de juliol de 2017 | Millor argument original    | Mitzi Vanessa Arreola                                                                             | Nominat   | [ 3 ]  |
| Premi Ariel | 11 de juliol de 2017 | Millor fotografia           | Miguel López                                                                                      | Nominat   | [ 3 ]  |
| Premi Ariel | 11 de juliol de 2017 | Millor edició               | Mitzi Vanessa Arreola, Francisco X. Rivera, Camilo Abadía                                         | Guanyador | [ 3 ]  |
| Premi Ariel | 11 de juliol de 2017 | Millor disseny artístic     | Jay Aroesty, Carlos Cosío                                                                         | Guanyador | [ 3 ]  |
| Premi Ariel | 11 de juliol de 2017 | Millor música               | Ramiro del Real, Renato del Real, Takaakira "Taka" Goto, Javier Umpierrez                         | Nominat   | [ 3 ]  |
| Premi Ariel | 11 de juliol de 2017 | Millor so                   | Javier Umpierrez, Isabel Muñoz, Jaime Baksht, Michelle Couttolenc                                 | Guanyador | [ 3 ]  |
| Premi Ariel | 11 de juliol de 2017 | Millor vestuari             | Bertha Romero, José Guadalupe López                                                               | Nominat   | [ 3 ]  |